# Homelix vittatus
Homelix vittatus är en skalbaggsart som först beskrevs av Aurivillius 1914.  Homelix vittatus ingår i släktet Homelix och familjen långhorningar.
Artens utbredningsområde är Sierra Leone. Inga underarter finns listade i Catalogue of Life.